# Ливератос, Тасос
Тасос «Сироко» Ливератос (род. 8 апреля 1944) — греческий автогонщик. Шестикратный чемпион Греции по ралли (1970, 1972, 1973, 1976-78). Участник международного чемпионата по ралли среди производителей (1970-72) и чемпионата мира по ралли. Регулярно выступал на Ралли Акрополис c 1969 по 1980 год, где восемь раз был в топ-10 по итогам гонки и дважды попадал на подиум (второе место в 1975 и 1976 годах).

## Все результаты в WRC
| Год  | Ралли           | Автомобиль               | Место |
| ---- | --------------- | ------------------------ | ----- |
| 1973 | Ралли Акрополис | Alpine-Renault A110 1800 | Сход  |
| 1975 | Ралли Акрополис | Alpine-Renault A110 1800 | 2     |
| 1976 | Ралли Акрополис | Alpine-Renault A110 1800 | 2     |
| 1976 | Ралли Сан-Ремо  | Alpine-Renault A110 1800 | Сход  |
| 1977 | Ралли Акрополис | Datsun 160J              | 5     |
| 1978 | Ралли Акрополис | Lancia Stratos HF        | 6     |
| 1979 | Ралли Акрополис | Lancia Stratos HF        | Сход  |
| 1980 | Ралли Акрополис | Lancia Stratos HF        | 9     |

## Все результаты в IMC
| Год  | Ралли           | Автомобиль        | Место |
| ---- | --------------- | ----------------- | ----- |
| 1970 | Ралли Акрополис | Lancia Stratos HF | 7     |
| 1971 | Ралли Акрополис | Lancia Stratos HF | Сход  |
| 1972 | Ралли Акрополис | Lancia Stratos HF | 8     |